# Biossemiótica
A Biossemiótica (do grego bios que significa "vida" e semion significando "signo / sinal"), é um campo crescente que estuda a produção de ação e interpretação dos sinais do reino biológico, em uma tentativa de integrar as descobertas científicas da biologia e da semiótica para formar uma nova visão da vida e do significado de imanentes elementos do mundo natural. O termo "biossemiótica" foi pela primeira vez utilizado por F.S. Rothschild, em 1962, mas Thomas Sebeok tem feito muito para popularizar o termo e o campo.